# Tomas Alfredson
Tomas Alfredson właściwie Hans Christian Tomas Alfredson (ur. 1 kwietnia 1965 w Lidingö) – szwedzki reżyser, aktor i scenarzysta jak również montażysta filmowy, wielokrotnie nominowany i nagradzany na różnych festiwalach filmowych.